# Gynoplistia subformosa
Gynoplistia subformosa är en tvåvingeart som beskrevs av Alexander 1924. Gynoplistia subformosa ingår i släktet Gynoplistia och familjen småharkrankar. Inga underarter finns listade i Catalogue of Life.